# Bithlo (Floride)
Bithlo est une census-designated place du comté d'Orange, dans l'État de Floride, aux États-Unis,. En 2020, elle compte une population de 9 848 habitants.